# Flagenium setosum
Flagenium setosum är en måreväxtart som först beskrevs av Achille Richard, och fick sitt nu gällande namn av Herbert Fuller Wernham. Flagenium setosum ingår i släktet Flagenium och familjen måreväxter. Inga underarter finns listade i Catalogue of Life.